# 贡岑豪森
贡岑豪森（德語：Gunzenhausen，發音：[ɡʊntsn̩ˈhaʊzn̩] ⓘ）是德国巴伐利亚州中弗兰肯行政区魏森堡-贡岑豪森县的城市，曾是贡岑豪森县的县治，面积82.72平方千米，2023年12月31日人口为17,237人。

## 友好城市
- 美国 弗蘭肯默斯
- 法國 伊勒